# BBB Korea
BBB Korea là một tổ chức phi lợi nhuận tại Hàn Quốc cung cấp dịch vụ phiên dịch miễn phí từ các phiên dịch viên tình nguyện. Tổ chức được thành lập năm 2003 với mục tiêu tạo ra một xã hội không có rào cản về ngôn ngữ hay văn hóa. Đây hiện là một hiệp hội kết hợp của Bộ Văn hóa, Thể thao và Du lịch Hàn Quốc. BBB Korea có trụ sở tại Seoul, Hàn Quốc.
BBB là viết tắt của 'before babel brigade.' Điều này cho thấy thế giới trước khi xây dựng Tháp Babel, khi tất cả mọi người chia sẻ một ngôn ngữ duy nhất mà không gặp bất kỳ khó khăn nào trong giao tiếp.

## Lịch sử
BBB Korea lần đầu tiên bắt đầu như một chiến dịch vào năm 2002 cho FIFA World Cup và Đại hội Thể thao châu Á 2002. Chiến dịch BBB nhằm mục đích giúp du khách liên lạc tại Hàn Quốc bằng cách cung cấp dịch vụ phiên dịch miễn phí. Dịch vụ này được thực hiện bằng cách sử dụng các cuộc gọi điện thoại.
Năm 2003, BBB Korea được thành lập như một tổ chức phi lợi nhuận. Nó liên tục hỗ trợ các sự kiện quốc tế được tổ chức tại Hàn Quốc, như Thế vận hội mùa đông Pyeongchang 2018. Hiện tại, đây là một tổ chức với hơn 4.500 tình nguyện viên cho 20 ngôn ngữ.

## Chương trình

### Dịch vụ phiên dịch
Những người gặp khó khăn về ngôn ngữ có thể quay số BBB Korea để sử dụng dịch vụ phiên dịch mà không mất phí.
Dịch vụ thông dịch BBB có thể được sử dụng bằng cách quay số và chọn ngôn ngữ thông qua hệ thống phản hồi tự động (ARS). Sau đó, người nói sẽ tự động được kết nối với một thông dịch viên tình nguyện.
Một cách khác là tải xuống ứng dụng BBB trên điện thoại thông minh. Trên ứng dụng, người dùng có thể chọn ngôn ngữ họ cần và được kết nối với trình thông dịch tương ứng.
Những ai muốn tình nguyện trở thành một thông dịch viên tình nguyện của BBB Korea có thể đăng ký thông qua trang web BBB Korea. Ứng viên được đưa ra các tình huống đòi hỏi sự hiểu biết cao về ngôn ngữ cũng như các yếu tố tình huống. Sau khi vượt qua bài kiểm tra ngôn ngữ này và hoàn thành giáo dục phiên dịch, người nộp đơn có thể trở thành một thông dịch viên tình nguyện BBB.

#### Ngôn ngữ
- Tiếng Anh
- Tiếng Việt
- Tiếng Trung[6]
- Tiếng Nhật[7][8]
- Tiếng Pháp
- Tiếng Tây Ban Nha
- Tiếng Ý
- Tiếng Nga[9]
- Tiếng Đức
- Tiếng Bồ Đào Nha
- Tiếng Ả Rập
- Tiếng Ba Lan
- Tiếng Thổ Nhĩ Kỳ
- Tiếng Thụy Điển
- Tiếng Thái
- Tiếng Indonesia
- Tiếng Mông Cổ
- Tiếng Hindi
- Tiếng Malaysia
- Tiếng Swahili[10]

### Dự án toàn cầu
BBB Korea theo đuổi các dự án toàn cầu là tốt. Năm 2014, nó đã triển khai dịch vụ BBB ở Brazil cho World Cup Brazil. Dự án được đặt tên là "Rio Amigo". Đó là một dự án cung cấp dịch vụ phiên dịch miễn phí cho người Brazil và du khách Brazil. Dự án này cho phép giao tiếp giữa các ngôn ngữ khác.
Ngoài ra BBB đang lên kế hoạch "BBB dự án Indonesia" với mục tiêu cung cấp dịch vụ phiên dịch tại Indonesia.

### Chương trình văn hoá
- Trung tâm văn hóa Hàn Quốc

BBB Korea vận hành lớp học dạy tiếng Hàn và văn hóa Hàn Quốc. Những trung tâm này cung cấp giờ học văn hóa và tiếng Hàn như lớp học nhảy K-P. Trung tâm nằm ở Myanmar và Việt Nam.
- Chương trình giao lưu văn hóa

BBB Korea hàng năm mở "Ngày của bạn bè quốc tế BBB". Trong "Ngày của bạn bè quốc tế BBB", thành viên của BBB và cả những người nước ngoài cũng tận hưởng các hoạt động văn hóa. "Ngày của bạn bè quốc tế BBB" đã được mở ra trong rừng Seoul năm 2018.
- Chiến dịch trò chuyện

BBB Korea tổ chức các chiến dịch để quảng bá "Hàn Quốc không có rào cản ngôn ngữ" với dịch vụ phiên dịch. Các chiến dịch đã được thực hiện ở nhiều nơi như sân bay Incheon, nhà ga Seoul, v.v.
- BBB Probono (Nhóm tình nguyện sinh viên)

BBB Probono là một nhóm tình nguyện sinh viên của BBB Korea. Probono định nghĩa là "vì lợi ích chung." Nhóm sinh viên giới thiệu văn hóa khác nhau trên khắp thế giới với mục tiêu giảm thiểu các rào cản văn hóa. Nó tổ chức các chương trình văn hóa khác nhau như thiết kế nội dung trực tuyến và tổ chức các chiến dịch.
- BBB Tạp chí Heart&Communication

Mỗi mùa, BBB Korea xuất bản một tạp chí có tựa đề "Heart&Communication". Tạp chí chia sẻ các bài báo và các cuộc phỏng vấn liên quan đến ngôn ngữ và văn hóa.